# バナナラマ
バナナラマ（英語: Bananarama）は、イングランド出身のガール・グループ。
当初はシヴォーン・ファーイを含めた3人組であったが、1990年代からは、カレン・ウッドワード、サラ・ダリンのデュオで活動している。全世界での総売り上げ枚数は4000万枚以上、「最もヒットチャートに登場した女性グループ」としてギネス認定されるなど、最も成功したガール・グループの一つである。代表曲に「クルーエル・サマー」「ヴィーナス」「第一級恋愛罪」などがある。
2017年、約30年ぶりにオリジナルラインナップの3人編成ツアーが実現し、期間限定で共演した。

## 来歴

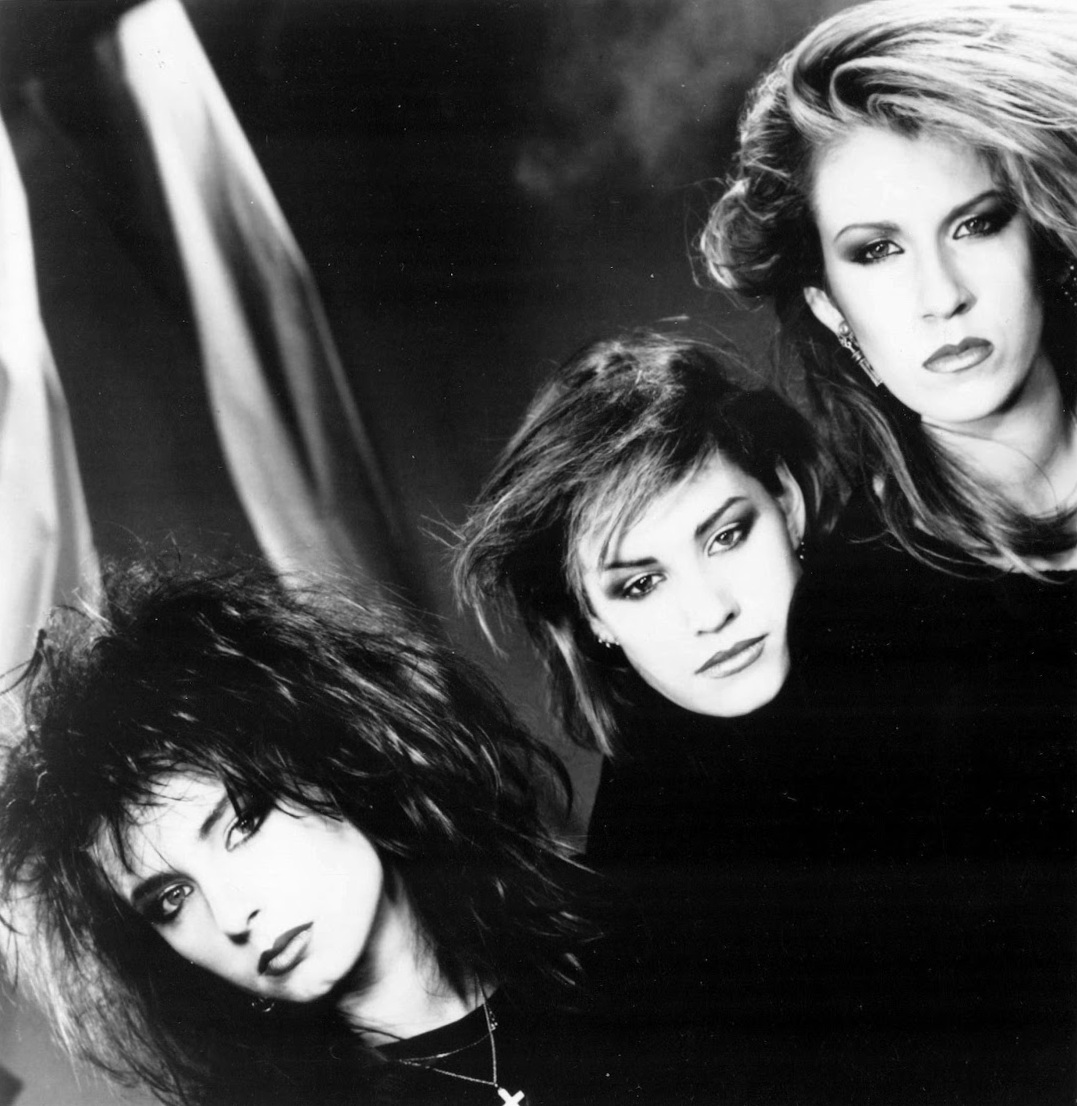
オリジナル編成時代（1984年）

ロンドン・カレッジ・オブ・ファッション在学中にバナナラマを結成。デビューのきっかけは、セックス・ピストルズのスティーヴ・ジョーンズとポール・クックが使っていたリハーサル・スタジオの上の部屋に彼女達が住んでいたことによる。彼らの助けにより「アイ・ア・ムアナ」のデモテープが作られ、後にデビューシングルとなった。
その後「シャイ・ボーイ」「クルーエル・サマー」「愛しのロバート・デ・ニーロ」といったヒット・シングルを次々にリリース。日本でもホンダ・タクトのCMに出演したり、2ndアルバム『愛しのロバート・デ・ニーロ』から「ジャングル帝王 (The King of the Jungle)」を日本のみでシングルカットするなど露出を増やしていた。
そして1986年から始まったストック・エイトキン・ウォーターマンとのコラボレーションにより「ヴィーナス」「アイ・ハード・ア・ルーマー (噂)」「第一級恋愛罪」など更なるヒット曲が生まれ世界的な活躍を見せた。日本ではバブル景気絶頂期の1980年代後半のディスコブームと時を同じくして大ブレイクした。
しかし1988年にシヴォーンが目指す音楽性の相違と結婚によってロサンゼルスへ移住したことにより脱退。その穴を埋める形で同年にジャッキー・オサリヴァンが加入。
1991年にはジャッキー加入後初のオリジナル・アルバム『ポップ・ライフ』を発表するものの、同年にジャッキーが別のバンドSlippery Feetを結成するため脱退。以降は30年以上カレンとサラのデュオとしての活動が続いている。
1995年、小室哲哉プロデュースによるシングル「アイ・ファウンド・ラヴ」を日本限定でエイベックスから発売。
1998年には『ユーロトラッシュ』の為だけにシヴォーンを含めた3人体制が一時的に復活、「恋のウォータールー」をカバーした。シヴォーンは2002年にもG-A-Yで行われた20周年記念ライヴにゲスト出演している。
2005年には「マイ・ディレクション」が15年ぶりに全英TOP20に入り、「ルック・オン・ザ・フロアー」が「ヴィーナス」以来のUSクラブヒットになるなど軽い再ブレイクを果たした。
2016年には27年ぶりの単独来日公演を敢行。

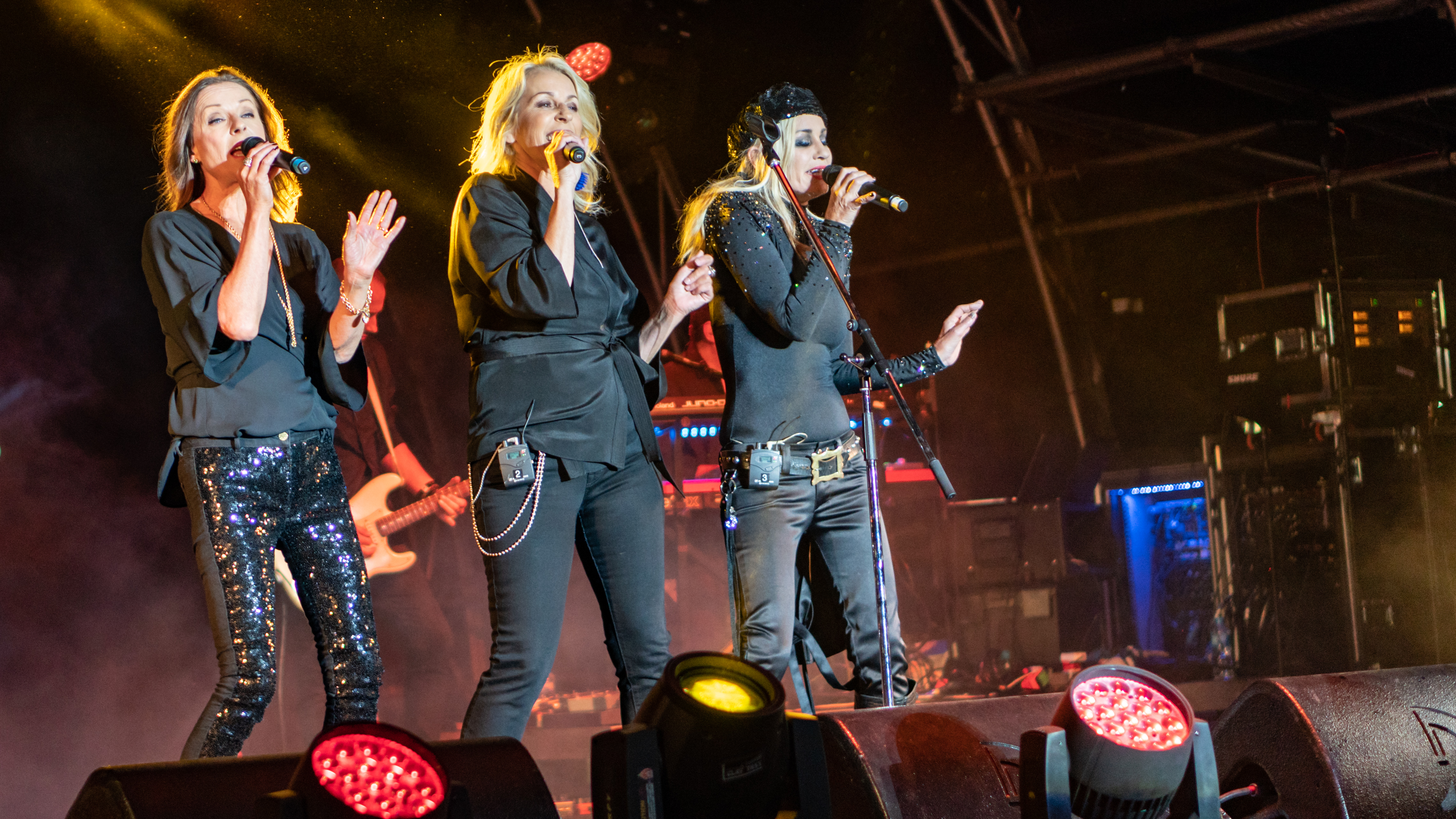
2018年

2017年、シヴォーンが、約30年ぶりに翌年8月までの期間限定で本格的に復帰。26年ぶりに3人編成が復活し、オリジナル編成では初のUK・US・EUを廻るツアーを敢行、各地でソールドアウトが続出した。
2019年、アルバム『イン・ステレオ』を発売。同年にはサマーソニック出演と単独公演開催のため再び来日。
2020年10月、サラとカレンによる自叙伝 "Really Saying Something" を発表。
2022年にはデビュー40周年を記念した12thアルバム『マスカレード』を発売。
2024年にはサラとカレンが自ら選曲したオールタイム・ベスト『グロリアス - ザ・アルティメット・コレクション』を発売するなど現在も精力的に活動を続けており、ライヴや各地の音楽フェスへの参加なども活発に行っている。同年にロンドンのパラディアム・シアターで開催された40周年記念ライヴは3公演全てがソールドアウトとなった。

## ゲイコミュニティーへの影響
ビデオクリップやライブパフォーマンスにおいて半裸の男性ダンサーたちが大量に踊るというスタイルが定着し、ゲイコミュニティーの支持を得たことから、ゲイ・アイコンとしても有名。
イギリス国内でも同性愛者の地位向上のための活動に協力したりすることも多い。ただし、メンバーのカレンもサラも異性愛者である。

## メンバー

### 現ラインナップ
- カレン・ウッドワード (Keren Woodward) (1981– )
1961年4月2日、イングランド・ブリストル出身。1990年代から2017年まで、元ワム!のアンドリュー・リッジリーと共に暮らしていた。
- サラ・ダリン (Sara Dallin) (1981– )
1961年12月17日、イングランド・ブリストル出身。娘のアリス・Dもシンガーソングライターとして活動している。

※カレンとサラは4歳の時からの幼馴染。

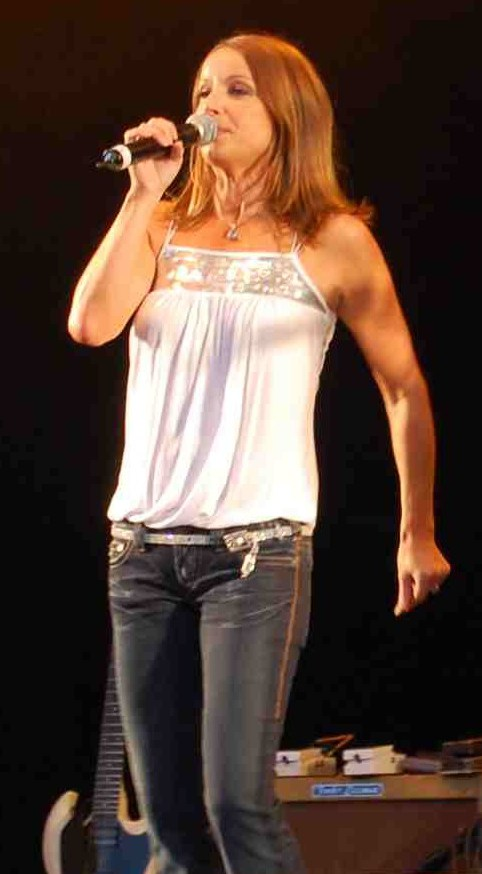
カレン・ウッドワード (2005年)
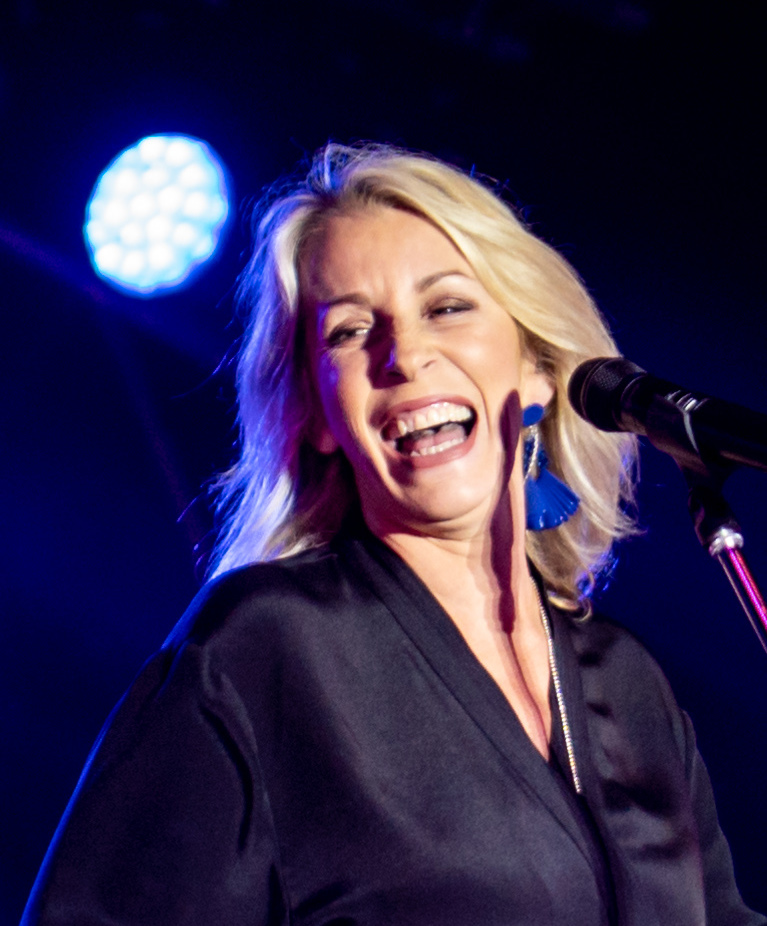
サラ・ダリン (2018年)

### 旧メンバー

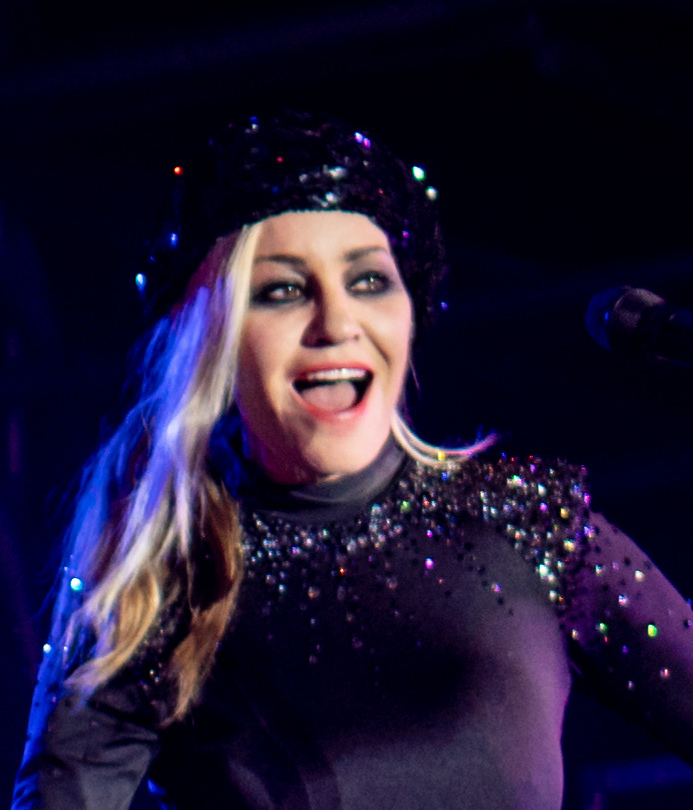
シヴォーン・ファーイ

- シヴォーン・ファーイ (Siobhan Fahey)(1981–1988, 2017–2018)：1958年9月10日、アイルランド・ダブリン出身。ロンドン・カレッジ・オブ・ファッションでサラと知り合う。ユーリズミックスのデイブ・スチュワートと結婚するが、1996年に離婚している。解散後は、シェイクスピアズ・シスターにて活動。2017年から2018年にかけて期間限定の復帰。
- ジャッキー・オサリヴァン（英語版） (1988–1991)：1960年8月7日、イングランド・ロンドン出身。カレン、サラとは18歳の時からの知人。元々はシレラシスターズ（英語版）の一員であったが、シヴォーンの脱退に伴い加入。1991年に脱退。

## ディスコグラフィ

### アルバム

#### スタジオアルバム
- 『キューティー・ハート』- Deep Sea Skiving (1983年)
- 『愛しのロバート・デ・ニーロ』 - Bananarama (1984年)
- 『ヴィーナス〜バナナラマ3』 - True Confessions(1986年)
- 『WOW!』 - Wow! (1987年)
- 『ポップ・ライフ』 - Pop Life(1991年)
- 『プリーズ・ユアセルフ』 - Please Yourself  (1993年)
- 『アイ・ファウンド・ラヴ』 - Ultra Violet / I Found Love (1995年)
- Exotica (2001年)
フランスのみのリリース、「ヴィーナス」「クルーエル・サマー」などのヒット曲のセルフカバーやジョージ・マイケルの「ケアレス・ウィスパー」のカバーを収録。
- 『ドラマ』 - Drama (2005年)
- 『ビバ』 - Viva (2009年)
- 『イン・ステレオ』 - In Stereo (2019年)
- 『マスカレード』- Masquerade（2022年）

#### コンピレーション
- 『バナナラマ・グレイテスト・ヒッツ』 - Greatest Hits Collection (1988年)
- 『ヴェリー・ベスト・オブ・バナナラマ』 - The Very Best Of Bananarama (2002年)
- 30 Years of Bananarama (2012年)
30周年を記念したベストCD＋DVD
- 『グロリアス - ザ・アルティメット・コレクション』 - Glorious - The Ultimate Collection (2024年)

### シングル
- 『アイ・ア・ムアナ』 - Aie A Mwana (1981年)
- 『エイント・ホワット・ユー・ドゥー』 - It ain't What You Do (It's the Way That You Do It) (with Fun Boy Three) (1982年)
エラ・フィッツジェラルドのカヴァー曲をファン・ボーイ・スリーと共演した。
- 『リアリー・セイイング・サムシング』- Really Saying Something (1982年)
ファン・ボーイ・スリーとの共演。
- 『シャイ・ボーイ』 - Shy Boy (Don't It Make You Feel Good) / Boy Trouble (1982年、S07P-1009)
- 『ハート・ワクワク』 - He's Got Tact(1982年)
- 『バナナドリーム』 - Cheers Then (1983年)
- 『キスしてグッバイ』 - Na Na Hey Hey Kiss Him Goodbye (1983年、S07P-1031)
- 『ちぎれたハート (クルーエル・サマー)』 - Cruel Summer (1984年)
- 『愛しのロバート・デ・ニーロ』 - Robert DeNiro's Waiting (1984年、S07P-1050)
- 『ジャングル帝王』 - King Of the Jungle / Rough Justice (1984年、SO7P-1051)
日本限定発売。
- 『ホット・ライン・トゥ・ヘブン』 - Hot Line To Heaven (1984年)
- 『ワイルド・ライフ』 - The Wild Life (1984年)
- 『ビーチ・ホテルでアイ・ラブ・ユー』 - Do Not Disturb (1985年)
- 『ヴィーナス』- Venus (1986年) 
『ヴィーナス　12インチ版』- Venus (1986年、L28P1244）
- 『モア・ザン・フィジカル』 - More Than Physical (1986年)
- 『トリック・オブ・ザ・ナイト』 - A Trick Of the Night (1986年、S05P-1085)
- 『アイ・ハード・ア・ルーマー (噂)』 - I Heard a Rumour (1987年)
- 『第一級恋愛罪』 - Love In the First Degree (1988年2月25日)
- 『アイ・キャント・ヘルプ・イット』 - I Can't Help It (1987年)
- 『アイ・ウォント・ユー・バック』 - I Want You Back (1988年)
- 『ラブ，トゥルース＆オネスティ』 - Love, Truth and Honesty (1988年9月30日、P10L 40004)
- 『ネイザン・ジョーンズ』 - Nathan Jones (1988年)
- 『ヘルプ』 - Help! (1989年、SOOP-1111)
- 『アイ・ア・ムアナ (Psycho Remix)』 - Aie A Mwana (Psycho Remix) (1989年1月25日)
- 『クルーエル・サマー’89』 - Cruel Summer '89 (1989年)
- 『メガラマ’89』 - Megarama '89 (1989年)
- 『オンリー・ユア・ラヴ』 - Only Your Love (1990年)
- 『プリーチャー・マン』 - Preacher Man (1991年)
- 『ロング・トレイン・ランニン』 - Long Train Running (1991年)
- 『トリッピング・オン・ユア・ラヴ』 - Tripping On Your Love (1991年)
- 『ムーヴィン・オン』 - Movin' On (1992年)
- 『ラスト・シング・オン・マイ・マインド』 - Last Thing On My Mind (1992年)
- 『モア・モア・モア』 - More More More (1993年)
- 『アイ・ファウンド・ラヴ』 - I Found Love (1995年)
- Every Shade of Blue
- Take Me to Your Heart
- CARELESS WHISPER (2001年)
フランスのみ発売
- IF (2001年)
フランスのみ発売
- REALLY SAYING SOMETHING 2005 (2005年)
- 『マイ・ディレクション』 - Move In My Direction (2005年)
- 『ルック・オン・ザ・フロアー』 - LOOK ON THE FLOOR (HYPNOTIC TANGO) (2005年)
- Love Comes (2009年)
- Love Don't Live Here (2010年)
- Now or Never (2012年)
- Stuff Like That (2019年)
- Looking for Someone (2019年)
- Favourite (2022年)
- Forever Young (2022年)
- Feel The Love (2023年)

## 主な出演作品

### CM
- ホンダ・タクト
- キヤノン・T50

## 来日公演
- 1989年
- 2016年
  - 10月5日 - チームスマイル・豊洲PIT
  - 10月7日 - 松下IMPホール
- 2019年
  - 8月15日 - マイナビBLITZ赤坂